# الصيانة الإنتاجية الشاملة

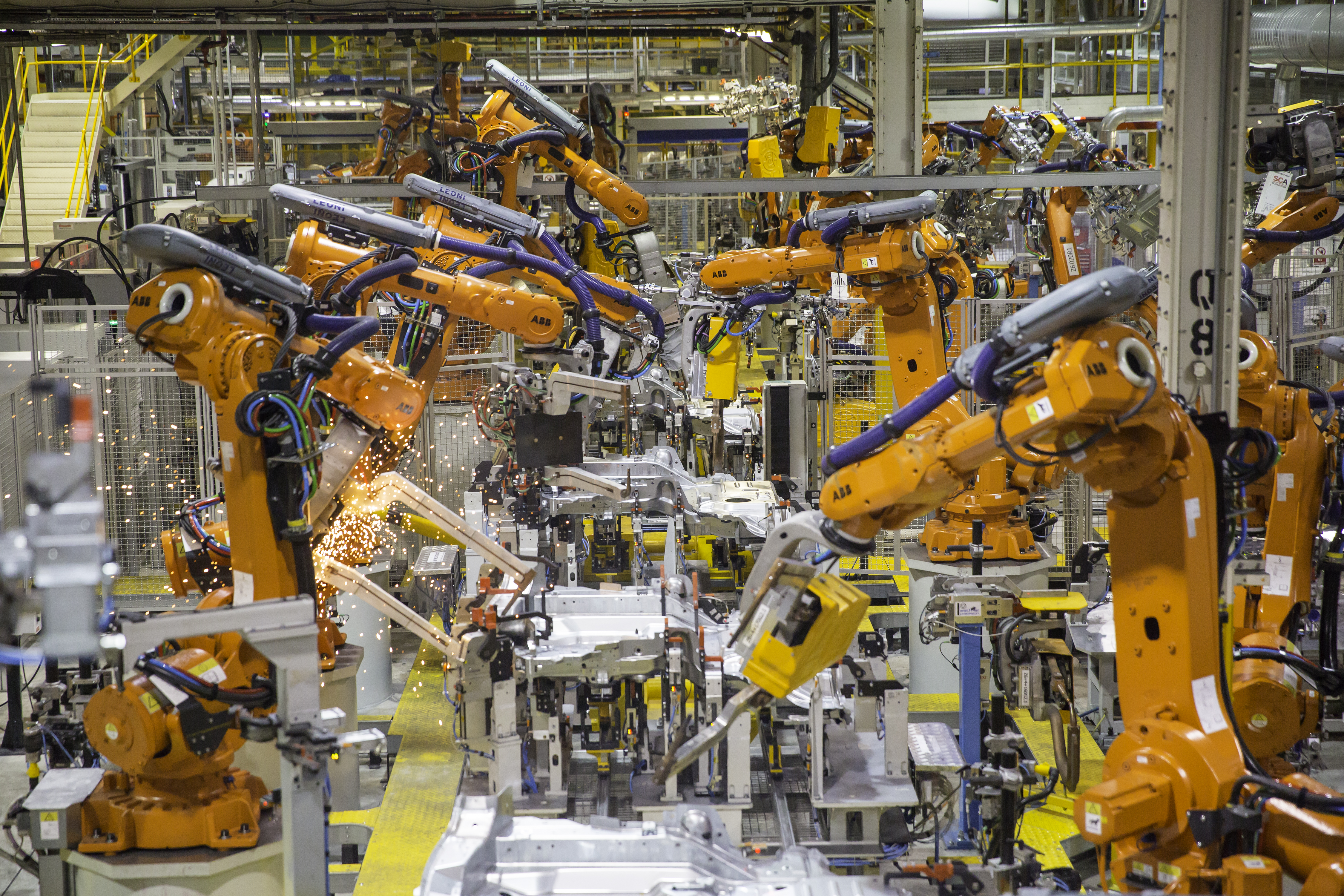

الصيانة الإنتاجية الشاملة أو الصيانة الإنتاجية الكلية (بالإنجليزية: TPM;Total Productive Maintenance)‏ (باليابانية: 総合的設備管理) هو نظام لإدارة جودة الإنتاج من خلال إدارة الصيانة الشاملة لمنشآت التصنيع في الشركات، مثل الآليات والمعدات والعمليات والموظفين الذين يضيفون قيمة الأعمال للمنشأة، بهدف تقليل وقت تعطل المنشأة وتحسين الإنتاجية.
يركز نظام الصيانة الإنتاجية الشاملة على الحفاظ على جميع المعدات في أفضل ظروف العمل لتجنب الأعطال والتأخير في عمليات التصنيع، خصوصاً للمنشأة التي تمارس الإنتاج الشامل أو ضخم الكمية. الصيانة الإنتاجية الشاملة نظام يفيد أيضًا في إدارة الجودة وفي إدارة السلامة من حيث المحافظة على سلامة المعدات وطرق التشغيل.

## التاريخ
طور نظام الصيانة الإنتاجية الكلية (TPM) ناكاجيما سئيتشي (باليابانية: 中島精一) في اليابان بين عامي 1950 و 1970 وبدء بتجربتها عام 1971 في شركة دنسو التي كانت تنتج أجزاءا لشركة تويوتا. أدت هذه التجربة إلى الاعتراف بأن عقلية القيادة التي تشرك فرق الخط الأمامي في نشاط تحسين المجموعات الصغيرة هي عنصر أساسي في التشغيل الفعال للعمليات الإنتاجية. قام بعدها المعهد الياباني لصيانة المصانع (JIPM) بتطوير نظام الصيانة الإنتاجية الكلية ودمجه مع مبادئ التصنيع الرشيق.

## النظام
بينما الصيانة العلاجية هي تصليح المعدات بعد وقوع الخلل، والصيانة الوقائية هدفها إجراء الصيانة قبل حدوث الخلل ولأجل منعه أو تفاديه، تهدف الصيانة الإنتاجية الشاملة للمنشأة إلى زيادة كفاءة المنشأة إلى أقصى حد، وإنشاء نظام شامل للصيانة الوقائية طوال عمر المنشأة يدار من خلاله قسم تخطيط المنشأة وقسم الصيانة وقسم الاستخدام والأقسام الأخرى المتعلقة بعملية الإنتاج. يشير هذا إلى تعزيز الصيانة الوقائية من خلال الإدارة التحفيزية، أي أنشطة المجموعات الصغيرة، مع مشاركة الجميع من الإداريين الأعلى منصباً إلى الموظفين في الخطوط الأمامية في جميع الأقسام. من هذه الأنشطة:
- التحسين الفردي: تحسين المعدات لتقليل الفاقد
- الصيانة الطوعية: تقسيم أعمال الصيانة من قبل المشغلين
- الصيانة المبرمجة أو المجدولة: إدارة الجدول الزمني المناسب لأعمال الصيانة
- التعليم والتدريب: التعليم والتدريب على مهارات الصيانة
- الإدارة الأولية :توضيح الإجراءات في مرحلة التطوير / التصميم
- صيانة الجودة: ضمان جودة المنتج من خلال إدارة صيانة المعدات
- أنشطة الأقسام الإدارية غير المباشرة: مثل دعم الأقسام الإدارية وإدارات التطوير في أقسام الإنتاج
- إدارة السلامة / البيئة: لا حوادث / لا كوارث / اعتبارات بيئية

## التمييز عن إدارة الجودة الشاملة
غالبًا ما يتم استخدام مصطلحي إدارة الجودة الشاملة والصيانة الإنتاجية الشاملة للإشارة إلى الشيء نفسه، حيث يشترك النظامانفي الكثير من أوجه التشابه ولكن يتم اعتبارهما نهجين مختلفين في الأدبيات الرسمية. تحاول إدارة الجودة الشاملة زيادة جودة السلع والخدمات وما يصاحب ذلك من رضا العملاء عن طريق زيادة الوعي بمسائل الجودة في جميع أجزاء المنظمة.
تعتمد إدارة الجودة الشاملة على خمسة أركان أساسية:
- المنتج
- العملية التي تسمح بإنتاج المنتج
- المنشأة التي توفر البيئة المناسبة اللازمة للعملية
- القيادة التي توجه المنشأة
- الالتزام بالجودة النوعية في جميع أنحاء المنشأة

بمعنى آخر، تركز إدارة الجودة الشاملة على جودة المنتج ، بينما تركز الصيانة الإنتاجية الشاملة على المعدات المستخدمة لإنتاج المنتجات. منع تعطل المعدات وتحسين جودة المعدات وتوحيدها يؤدي إلى تباين أقل وجودة أفضل للمنتجات. يمكن أن يؤدي كلا من إدارة الجودة الشاملة والصيانة الإنتاجية الشاملة إلى زيادة الجودة. ومع ذلك، فإن طريقة الوصول إلى ذلك مختلفة. يمكن اعتبار الصيانة الإنتاجية الشاملة وسيلة للمساعدة في تحقيق هدف إدارة الجودة الشاملة.

## اقرأ أيضاً
- تصنيع رشيق.
- إدارة الجودة الشاملة.